# Ференц Бене
Ференц Бене (угор. Bene Ferenc, нар. 17 грудня 1944, Балатонуйлак — пом. 27 лютого 2006, Будапешт) — угорський футболіст, що грав на позиції нападника. По завершенні ігрової кар'єри — футбольний тренер.
Найбільш знаний за виступами за клуб «Уйпешт» (який на той момент мав назву «Уйпешт Дожа»), де був багаторічним лідером атаки та неодноразовим найкращим бомбардиром угорської першості; а також олімпійську збірну Угорщини, у складі якої став олімпійський чемпіоном у 1964 році, та національну збірну країни, у складі якої став бронзовим призером чемпіонату Європи у 1964 році.

## Клубна кар'єра

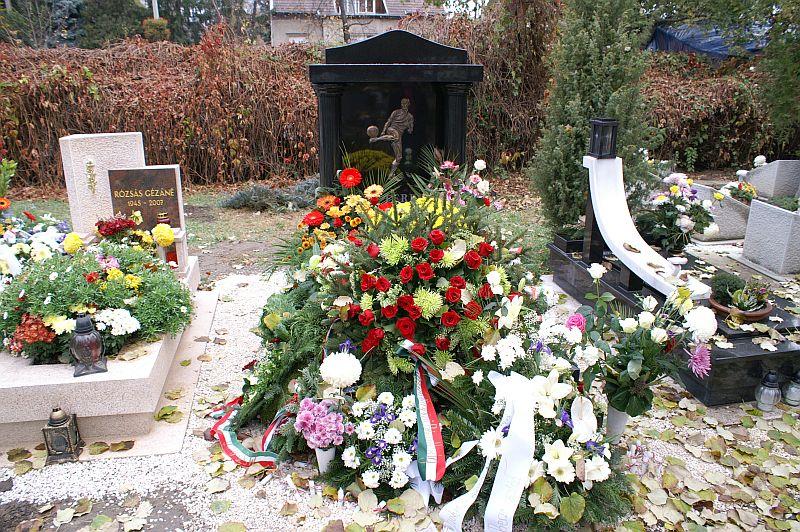
Могила Ференца Бене на кладовищі в Будапешті

У дорослому футболі Ференц Бене дебютував у 17 років у 1961 році виступами за команду клубу «Уйпешт Дожа», в якій провів сімнадцять сезонів, взявши участь у 417 матчах чемпіонату та відзначившись у них 303 рази. Увесь час, який Бене провів у складі клубу, він був лідером нападу та найкращим бомбардиром команди. Окрім цього, нападник шість разів ставав найкращим бомбардиром угорської першості. У складі «Уйпешту» вісім разів вигравав чемпіонат країни, та тричі — національний кубок. Двічі (у 1964 та 1969 роках) Бене визнавався найкращим футболістом Угорщини. Команда Ференца Бене також успішно грала у єврокубках, у 1969 році дійшла до фіналу Кубку Ярмарків, де поступилася «Ньюкасл Юнайтед», а Ференц Бене став одним із найкращих бомбардирів турніру, а у 1974 році «Уйпешт» вийшов до півфіналу Кубку європейських чемпіонів, де поступився майбутньому переможцю — німецькому клубу «Баварія».
Після тривалих виступів за «Уйпешт» на схилі кар'єри у 1978 році перейшов до іншого будапештського клубу «Волан». Провівши у складі нового клубу один рік, після невеликої перерви у кар'єрі у 1981 році переїхав до Фінляндії у клуб «Сепсі-78», де провів один сезон, а потім повернувся до складу «Волану». Далі один сезон провів на батьківщині у клубі «Шорокшарі ВОСЕ», і ще один сезон, що став останнім для Ференца Бене у кар'єрі футболіста, у іншому угорському клубі «Кечкемет».

## Виступи за збірні
14 жовтня 1962 року дебютував в офіційних матчах у складі національної збірної Угорщини у матчі проти збірної Югославії. У складі збірної Бене, на відміну від виступів у клубі, де він грав центрфорвардом, частіше виступав на місці правого крайнього нападника, оскільки місце центрального нападника було зарезервовано за найкращим футболістом Угорщини 60-х років XX століття Флоріаном Альбертом. У складі збірної був учасником чемпіонату Європи 1964 року в Іспанії, на якому команда здобула бронзові нагороди, а Бене — звання найкращого бомбардира фінального турніру. У 1966 році брав участь у фінальному турнірі чемпіонату світу з футболу в Англії. На цьому турнірі Бене зумів відзначитися у переможному для угорців матчі зі збірною Бразилії, а команда Угорщини дойшла до чвертьфіналу, де поступилася радянській збірній. У 1972 році Ференц Бене виступав у складі збірної у фінальному турнірі чемпіонату Європи з футболу у Бельгії. Протягом кар'єри у національній команді, яка тривала 18 років, провів у формі головної команди країни 76 матчів, забивши 36 голів.
У 1963—1964 роках Ференц Бене також виступав з олімпійську збірну своєї країни. Під час футбольного турніру на Олімпійських іграх 1964 року у Токіо у 5 матчах відзначився 12 разів (у тому числі 6 м'ячів у ворота збірної Марокко), здобувши того року титул олімпійського чемпіона та найкращого бомбардира олімпійського турніру. Усього за олімпійську збірну Бене у 8 матчах відзначився 18 разів (з урахуванням відбіного турніру).

## Кар'єра тренера
Розпочав тренерську кар'єру відразу ж по завершенні кар'єри гравця, 1985 року як тренер у молодіжній команді свого рідного клубу «Уйпешт Дожа». У 1992—1993 роках очолював свій рідний клуб як головний тренер. Далі Ференц Бене працював з нижчоліговою командою «Фоті», а пізніше асистентом головного тренера у молодіжній збірній Угорщини, короткочасно працював також тренером у Норвегії. Тренував Ференц Бене також жіночу збірну країни та збірну Угорщини з пляжного футболу.
Помер Ференц Бене 27 лютого 2006 року на 62-му році життя у місті Будапешт.

## Статистика виступів

### Статистика виступів за збірну
| Дата       | Місто            | Господарі      | Результат  | Гості          | Турнір                        | Голи | Примітки          |
| ---------- | ---------------- | -------------- | ---------- | -------------- | ----------------------------- | ---- | ----------------- |
| 14/10/1962 | Будапешт         | Угорщина       | 0 – 1      | Югославія      | товариський матч              | -    |                   |
| 02/06/1963 | Прага            | Чехословаччина | 2 – 2      | Угорщина       | товариський матч              | -    |                   |
| 19/10/1963 | Східний Берлін   | НДР            | 1 – 2      | Угорщина       | Відбір до ЧЄ 1964             | 1    |                   |
| 27/10/1963 | Будапешт         | Угорщина       | 2 – 1      | Австрія        | товариський матч              | -    |                   |
| 03/11/1963 | Будапешт         | Угорщина       | 3 – 3      | НДР            | Відбір до ЧЄ 1964             | 1    |                   |
| 23/05/1964 | Будапешт         | Угорщина       | 2 – 1      | Франція        | Відбір до ЧЄ 1964             | 1    |                   |
| 17/06/1964 | Мадрид           | Іспанія        | 2 – 1 д.ч. | Угорщина       | ЧЄ 1964 - півфінал            | 1    |                   |
| 20/06/1964 | Барселона        | Угорщина       | 3 – 1 д.ч. | Данія          | ЧЄ 1964 - Фінал 3º-4-те місце | 1    | Матч за 3—4 місця |
| 05/05/1965 | Лондон           | Англія         | 1 – 0      | Угорщина       | товариський матч              | -    |                   |
| 23/05/1965 | Лейпциг          | НДР            | 1 – 1      | Угорщина       | Відбір до ЧС 1966             | 1    |                   |
| 13/06/1965 | Відень           | Австрія        | 0 – 1      | Угорщина       | Відбір до ЧС 1966             | -    |                   |
| 27/06/1965 | Будапешт         | Угорщина       | 2 – 1      | Італія         | товариський матч              | 1    |                   |
| 05/09/1965 | Будапешт         | Угорщина       | 3 – 0      | Австрія        | Відбір до ЧС 1966             | -    |                   |
| 09/10/1965 | Будапешт         | Угорщина       | 3 – 2      | НДР            | Відбір до ЧС 1966             | -    |                   |
| 03/05/1966 | Хожув            | Польща         | 1 – 1      | Угорщина       | товариський матч              | 1    |                   |
| 08/05/1966 | Загреб           | Югославія      | 2 – 0      | Угорщина       | товариський матч              | -    |                   |
| 05/06/1966 | Будапешт         | Угорщина       | 3 – 1      | Швейцарія      | товариський матч              | 2    |                   |
| 13/07/1966 | Манчестер        | Португалія     | 3 – 1      | Угорщина       | ЧС 1966 - 1-й етап            | 1    |                   |
| 15/07/1966 | Ліверпуль        | Угорщина       | 3 – 1      | Бразилія       | ЧС 1966 - 1-й етап            | 1    |                   |
| 20/07/1966 | Манчестер        | Угорщина       | 3 – 1      | Болгарія       | ЧС 1966 - 1-й етап            | 1    |                   |
| 23/07/1966 | Сандерленд       | СРСР           | 2 – 1      | Угорщина       | ЧС 1966 - чвертьфінал         | 1    |                   |
| 07/09/1966 | Роттердам        | Нідерланди     | 2 – 2      | Угорщина       | Відбір до ЧЄ 1968             | -    |                   |
| 21/09/1966 | Будапешт         | Угорщина       | 6 – 0      | Данія          | Відбір до ЧЄ 1968             | 1    |                   |
| 30/10/1966 | Будапешт         | Угорщина       | 3 – 1      | Австрія        | товариський матч              | -    |                   |
| 23/04/1967 | Будапешт         | Угорщина       | 1 – 0      | Югославія      | товариський матч              | 1    |                   |
| 10/05/1967 | Будапешт         | Угорщина       | 2 – 1      | Нідерланди     | Відбір до ЧЄ 1968             | -    |                   |
| 24/05/1967 | Копенгаген       | Данія          | 0 – 2      | Угорщина       | Відбір до ЧЄ 1968             | 1    |                   |
| 06/09/1967 | Відень           | Австрія        | 1 – 3      | Угорщина       | товариський матч              | 1    |                   |
| 27/09/1967 | Будапешт         | Угорщина       | 3 – 1      | НДР            | Відбір до ЧЄ 1968             | -    |                   |
| 29/10/1967 | Лейпциг          | НДР            | 1 – 0      | Угорщина       | Відбір до ЧЄ 1968             | -    |                   |
| 25/05/1969 | Будапешт         | Угорщина       | 2 – 0      | Чехословаччина | Відбір до ЧС 1970             | -    |                   |
| 08/06/1969 | Дублін           | Ірландія       | 1 – 2      | Угорщина       | Відбір до ЧС 1970             | 1    |                   |
| 15/06/1969 | Копенгаген       | Данія          | 3 – 2      | Угорщина       | Відбір до ЧС 1970             | 1    |                   |
| 14/08/1969 | Прага            | Чехословаччина | 3 – 3      | Угорщина       | Відбір до ЧС 1970             | 1    |                   |
| 27/09/1969 | Стокгольм        | Швеція         | 2 – 0      | Угорщина       | товариський матч              | -    |                   |
| 22/10/1969 | Будапешт         | Угорщина       | 3 – 0      | Данія          | Відбір до ЧС 1970             | 2    |                   |
| 05/11/1969 | Будапешт         | Угорщина       | 4 – 0      | Ірландія       | Відбір до ЧС 1970             | 1    |                   |
| 03/12/1969 | Марсель          | Чехословаччина | 4 – 1      | Угорщина       | Відбір до ЧС 1970             | -    |                   |
| 12/04/1970 | Белград          | Югославія      | 2 – 2      | Угорщина       | товариський матч              | 1    |                   |
| 02/05/1970 | Будапешт         | Угорщина       | 2 – 0      | Польща         | товариський матч              | -    |                   |
| 16/05/1970 | Будапешт         | Угорщина       | 1 – 2      | Швеція         | товариський матч              | -    |                   |
| 09/09/1970 | Нюрнберг         | ФРН            | 3 – 1      | Угорщина       | товариський матч              | -    |                   |
| 27/09/1970 | Будапешт         | Угорщина       | 1 – 1      | Австрія        | товариський матч              | -    |                   |
| 07/10/1970 | Осло             | Норвегія       | 1 – 3      | Угорщина       | Відбір до ЧЄ 1972             | 1    |                   |
| 15/11/1970 | Базель           | Швейцарія      | 0 – 1      | Угорщина       | товариський матч              | -    |                   |
| 04/04/1971 | Відень           | Австрія        | 0 – 2      | Угорщина       | товариський матч              | 2    |                   |
| 24/04/1971 | Будапешт         | Угорщина       | 1 – 1      | Франція        | Відбір до ЧЄ 1972             | -    |                   |
| 21/07/1971 | Ріо-де-Жанейро   | Бразилія       | 0 – 0      | Угорщина       | товариський матч              | -    |                   |
| 01/09/1971 | Будапешт         | Угорщина       | 2 – 1      | Югославія      | товариський матч              | -    |                   |
| 25/09/1971 | Будапешт         | Угорщина       | 2 – 0      | Болгарія       | Відбір до ЧЄ 1972             | -    |                   |
| 09/10/1971 | Париж            | Франція        | 0 – 2      | Угорщина       | Відбір до ЧЄ 1972             | 1    |                   |
| 27/10/1971 | Будапешт         | Угорщина       | 4 – 0      | Норвегія       | Відбір до ЧЄ 1972             | 2    |                   |
| 14/11/1971 | Валлетта         | Мальта         | 0 – 2      | Угорщина       | Відбір до ЧС 1974             | 2    |                   |
| 12/01/1972 | Мадрид           | Іспанія        | 1 – 0      | Угорщина       | товариський матч              | -    |                   |
| 29/03/1972 | Будапешт         | Угорщина       | 0 – 2      | ФРН            | товариський матч              | -    |                   |
| 29/04/1972 | Будапешт         | Угорщина       | 1 – 1      | Румунія        | Відбір до ЧЄ 1972             | -    |                   |
| 06/05/1972 | Будапешт         | Угорщина       | 3 – 0      | Мальта         | Відбір до ЧС 1974             | 1    |                   |
| 14/05/1972 | Бухарест         | Румунія        | 2 – 2      | Угорщина       | Відбір до ЧЄ 1972             | -    |                   |
| 17/05/1972 | Белград          | Угорщина       | 2 – 1      | Румунія        | Відбір до ЧЄ 1972             | -    |                   |
| 25/05/1972 | Стокгольм        | Швеція         | 0 – 0      | Угорщина       | Відбір до ЧС 1974             | -    |                   |
| 14/06/1972 | Брюссель         | СРСР           | 1 – 0      | Угорщина       | Відбір до ЧЄ 1972             | -    |                   |
| 29/04/1973 | Будапешт         | Угорщина       | 2 – 2      | Австрія        | Відбір до ЧС 1974             | -    |                   |
| 16/05/1973 | Карл-Маркс-Штадт | НДР            | 2 – 1      | Угорщина       | товариський матч              | -    |                   |
| 12/06/1973 | Будапешт         | Угорщина       | 3 – 3      | Швеція         | Відбір до ЧС 1974             | -    |                   |
| 26/09/1973 | Белград          | Югославія      | 1 – 1      | Угорщина       | товариський матч              | 1    |                   |
| 13/10/1973 | Копенгаген       | Данія          | 2 – 2      | Угорщина       | товариський матч              | -    |                   |
| 21/11/1973 | Будапешт         | Угорщина       | 0 – 1      | НДР            | товариський матч              | -    |                   |
| 31/03/1974 | Залаеґерсеґ      | Угорщина       | 3 – 1      | Болгарія       | товариський матч              | 1    |                   |
| 17/04/1974 | Дортмунд         | ФРН            | 5 – 0      | Угорщина       | товариський матч              | -    |                   |
| 29/05/1974 | Секешфегервар    | Угорщина       | 3 – 2      | Югославія      | товариський матч              | -    |                   |
| 11/10/1974 | Варна            | Болгарія       | 0 – 0      | Угорщина       | товариський матч              | -    |                   |
| 04/12/1974 | Сольнок          | Угорщина       | 1 – 0      | Швейцарія      | товариський матч              | -    |                   |
| 16/06/1975 | Париж            | Франція        | 1 – 0      | Угорщина       | товариський матч              | -    |                   |
| 29/04/1972 | Відень           | Австрія        | 0 – 0      | Угорщина       | Відбір до ЧЄ 1976             | -    |                   |
| 29/04/1972 | Будапешт         | Угорщина       | 1 – 2      | Уельс          | Відбір до ЧЄ 1976             | -    |                   |
| 12/09/1979 | Ньїредьгаза      | Угорщина       | 2 – 1      | Чехословаччина | товариський матч              | -    |                   |
| Усього     |                  | Матчів         | 76         |                | Голів                         | 36   |                   |

## Титули і досягнення

### Командні
- Олімпійський чемпіон (1): 1964
- Бронзовий призер Чемпіонату Європи 1964.
- Чемпіон Угорщини (8):

«Уйпешт Дожа»: 1969, 1970, 1971, 1972, 1973, 1974, 1975, 1978
- Володар Кубка Угорщини (3):

«Уйпешт Дожа»: 1969, 1970, 1975

### Особисті
- Найкращий бомбардир чемпіонату Угорщини (6): 1962-63 (23), 1964 (28, разом із Тіхі), 1969 (27), 1971-72 (29), 1972-73 (23), 1974-75 (20, разом із Козма)
- Найкращий бомбардир чемпіонату Європи з футболу (1): 1964 (2 м'ячі, разом із Переда та Новак)
- Найкращий бомбардир футбольного турніру олімпійських ігор: 1964 (12 голів).
- Найкращий футболіст Угорщини 2: 1964, 1969